# Palacio de Justicia (Valencia)
El actual Palacio de Justicia (en valenciano Palau de Justícia) se encuentra ubicado en la calle Palacio de Justicia sin número de la ciudad española de Valencia. Fue en su origen la Casa Aduana Real, construida por orden de Carlos III entre 1758 y 1802.
Por ella se canalizaba todo el comercio que, proveniente del mar, hacía de Valencia uno de los centros económicos del siglo XVIII. En 1828 se transformó en fábrica de tabacos y en 1914 comenzaron las obras de adaptación para convertirla en la sede del Palacio de Justicia. 
El edificio ocupa una gran manzana rectangular y sus fachadas están compuestas por muro de ladrillo visto entre pilastras de piedra con zócalo almohadillado, y balcones con frontones rectos y curvos que se abren en el piso principal. La cornisa con balaustres, gallones y hornacinas muestra aún un gusto barroco, mientras la portada central se destaca del muro en forma de imafronte y se remata con un conjunto escultórico en el que Carlos III aparece entre dos Virtudes, obras de Ignacio Vergara. 
En su interior una escalera monumental, de un puro academicismo barroco que recuerda a las de los palacios, se abre tras la puerta, dividiendo en dos el patio porticado.